# Colonización de Titán

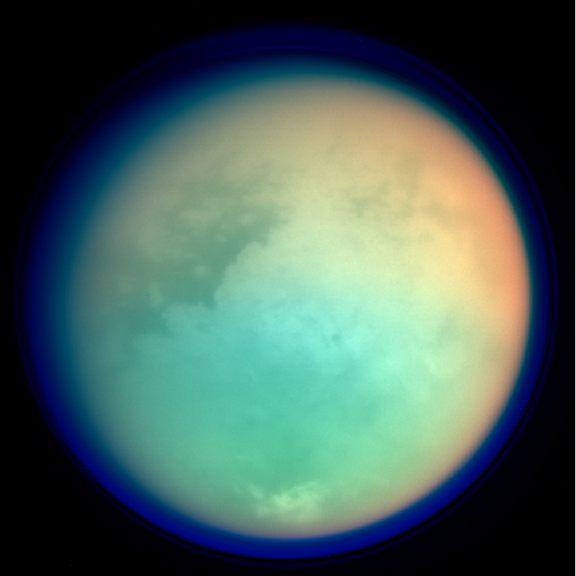
Imagen de Titán obtenida en infrarrojo por la misión Cassini/Huygens.

La colonización de Titán se refiere a las posibilidades de que la humanidad habite ese satélite al ser la única luna conocida que tiene una atmósfera significativa. De hecho Titán tiene una atmósfera más densa que la de la Tierra. También, Titán tiene una atmósfera que está compuesta en un 94% de nitrógeno y es la única atmósfera rica en este elemento en el sistema solar  (aparte de nuestro propio planeta), el resto de la atmósfera está compuesta por hidrocarburos (el 5%, incluyendo metano, etano, diacetileno, metilacetileno, cianoacetileno, acetileno, propano, junto con anhídrido carbónico, monóxido de carbono, cianógeno, cianuro de hidrógeno, y helio).[cita requerida]

## Habitabilidad
Robert Zubrin ha señalado que Titán posee una abundancia de todos los elementos necesarios para sustentar la vida, diciendo que "de cierta manera, Titán es el mundo extraterrestre más hospitalario dentro de nuestro sistema solar para la colonización humana". La atmósfera contiene abundante nitrógeno y metano, y una fuerte evidencia indica que el metano líquido existe en la superficie. La evidencia también indica la presencia de agua líquida y amoníaco bajo la superficie, que se liberan a la superficie por actividad volcánica. El agua se puede usar para generar oxígeno respirable y el nitrógeno es ideal para agregar presión parcial de gas amortiguador al aire respirable (forma aproximadamente el 78% de la atmósfera de la Tierra). El nitrógeno, el metano y el amoníaco se pueden usar para producir fertilizantes para el cultivo de alimentos.

## Similitudes con la Tierra
Titán en cierto sentido puede ser bastante similar a la Tierra:
- Tiene una atmósfera densa compuesta de nitrógeno e hidrocarburos.
- Tiene algo parecido a continentes y grandes concentraciones de metano líquido formando grandes lagos.

## Diferencias con la Tierra
- Al tener una gravedad muy baja, puede producir problemas en los músculos y en los depósitos de calcio del cuerpo humano.
- Es bastante frío (su densa atmósfera lo hace más caliente) y esto hace un poco difícil habitar en él sin trajes espaciales u otro tipo de vestimenta de protección.
- Algo importante es la ausencia de agua y oxígeno. Esto hace imposible la vida como la conocemos, pero podría haber otra especie de vida no conocida hasta el momento. Aunque posee un océano subterráneo.

## Posible terraformación de Titán
Otra posibilidad para colonizar Titán sería7 terraformarlo ("transformarlo" en otra Tierra o algo parecido a ella) para que, al finalizar este proceso, los humanos podamos respirar en Titán para futuramente establecer colonias.